# Shinee
Шајни (кор. 샤이니, јап. シャイニー, стилизовано SHINee) је јужнокорејска музичка група формирана од стране S.M. Entertainment-а 2008. године. Група се тренутно састоји од четири чланова : Оњу, Ки, Минхо и Темин. Преминули члан jе Џонгхjун. Дебитовали су 25. маја 2008. са синглом "Replay".
Након дебитовања, Шајни је избацио још седам студијских албума (шест на корејском и шест на јапанском), пет мини-албума, три лајв албума и разне јапанске синглове као и јапанске римејкове корејских издања. Поред овога су такође освојили многе награде, одржали три концертне турнеје и учествовали у многим ријалитијима. Шајни се сматра модном иконом зато што су започели "Шајни тренд" и познати су и препознатљиви по својим високосинхронизованим и сложеним кореографијама.

## Чланови

### Оњу
Ли Џин Ки (Hangul:이진기 (Lee Jin Ki),уметничко име "Onew") ; (14. децембар 1989.) је вођа групе и најстарији члан. Поред певања бави се и глумом. Глумачку каријеру започео је 2010. године у драми "Dr. Champ".

### Џонгхјун
Ким Џонг Хјун, (Hangul:김종현 (Kim Jong Hyun),уметничко име "Jonghyun"); (8. април 1990. – 18. децембар 2017.) био је главни вокалиста групе.Поред тога што је био члан групе,имао је и соло каријеру, био је текстописац и радио водитељ.

### Ки
Ким Ки Бум (Hangul:김기범 (Kim Ki Bum),уметничко име "Key") ; (23. септембар 1991.), је певач, глумац, модни дизајнер и телевизијски водитељ. Поседује неколико соло песама. Једини у групи течно прича енглески језик.

### Минхо
Чои Мин Хо (Hangul:최민호 (Choi Min Ho),уметничко име "Minho"); (9. децембар 1991.), је главни репер групе. Препознатљив је по свом карактеристичном стилу реповања. Он је такође и глумац.

### Темин
Ли Те Мин ,(Hangul:이태민 (Lee Tae Min), уметничко име "Taemin") ; (18. јул 1993.) је најмлађи члан групе. Он је певач, плесач и глумац. 2014. године дебитовао је као соло извођач са својим албумом "Ace".